# Trichaphodius atsushii
Trichaphodius atsushii är en skalbaggsart som beskrevs av Teruo Ochi 1986. Trichaphodius atsushii ingår i släktet Trichaphodius och familjen Aphodiidae. Inga underarter finns listade i Catalogue of Life.